# YouScribe
YouScribe est une bibliothèque numérique et un service de streaming français créé en 2010 par Juan Pirlot de Corbion, ancien fondateur de la librairie en ligne Chapitre.com,,. La plateforme est basée à Paris, en France, et offre l'accès à divers contenus de lecture numériques, incluant des livres, livres audio, podcasts, contenus éducatifs et magazines en français, anglais et arabe.

## Histoire
YouScribe a été lancé en 2011 comme une solution de bibliothèque ouverte pour le partage de documents. En 2015, la société a adopté un modèle d'abonnement, en partenariat avec des éditeurs, offrant un accès illimité à sa bibliothèque numérique moyennant un paiement mensuel. Ce modèle inclut une grande variété de contenus tels que des livres, livres audio, podcasts, contenus éducatifs, titres de presse et magazines.
En 2017, YouScribe a étendu ses services au continent africain. L'année suivante, en mars 2018, la plateforme a rejoint l'Organisation Internationale de la Francophonie pour fournir des ressources éducatives francophones pour intégration dans ses programmes,. En octobre 2018, YouScribe a formé un partenariat avec le Groupe Orange et Digital Virgo, permettant à toutes les filiales africaines d'Orange d'intégrer le service YouScribe dans leurs offres, avec des abonnements disponibles sur une base quotidienne, hebdomadaire ou mensuelle, payés via le plan mobile de l'utilisateur.
Le service a été déployé au Sénégal et au Cameroun en avril 2019, et un mois plus tard en Côte d'Ivoire, avant de s'étendre au Mali, à la République démocratique du Congo et en Guinée. En 2020, YouScribe a établi une organisation basée en Afrique pour faciliter l'accès à sa bibliothèque en streaming pour les écoles, universités et entreprises. La même année, l'entreprise a dévoilé un projet de bibliothèque numérique pour les jeunes appelé Maktabati, en collaboration avec Maroc Telecom.
En 2021, YouScribe a signé un accord de partenariat avec l'opérateur téléphonique marocain Inwi pour lancer une offre de lecture au Maroc. En mars 2022, YouScribe a signé un partenariat avec le Groupe Canal+ pour offrir aux abonnés en Afrique un accès à la bibliothèque avec leur abonnement,. En février 2022, YouScribe a levé 5 millions d'euros auprès de la Banque des territoires. Ce financement faisait partie du plan d'investissement France 2030,. En septembre 2022, YouScribe a atteint 1 million d'abonnés dans 11 pays africains,,. En juin 2023, l'entreprise a signé un nouvel accord de partenariat avec le Ministère de la Culture et de la Communication du Maroc,, fournissant 10 000 accès à son contenu pour équiper 50 médiathèques à travers le pays,.
En octobre 2023, lors du Salon International du Livre d'Alger, YouScribe a annoncé l'introduction de ses services en Algérie. Cette expansion a été facilitée par un partenariat avec Djezzy et Qanawat,.
En mars 2024, YouScribe a collaboré avec Digital Virgo et MTN pour lancer ses services au Ghana. Cela a marqué la deuxième expansion de l'entreprise dans un pays africain anglophone, après son lancement en Afrique du Sud,.

## Partenariats et parrainage
YouScribe a établi plusieurs partenariats avec des salons du livre et de la lecture, notamment :
- 72 heures du livre de Conakry[30]
- Salon du Livre Africain de Paris[31]
- Salon international de l'édition et du livre de Rabat[32]
- Salon international du livre d'Alger[33]
- Salon International du Livre d'Abidjan[34]

## Événements
- Trophée des Plumes : En partenariat avec Orange Money Europe, YouScribe a organisé le Trophée des Plumes, un concours d'écriture récompensant de nouveaux talents du monde entier. La première édition a eu lieu en 2021[35],[36].
- Rentrée Littéraire Africaine : En 2022, YouScribe a organisé la première édition de la Rentrée Littéraire Africaine, un événement visant à promouvoir les dernières publications littéraires africaines[37].
- Prix du Livre Guinéen : En mai 2022, YouScribe a collaboré avec la Fondation Orange Guinée pour lancer la première édition du Prix du Livre Guinéen[38],[39].

## Récompenses et distinctions
- 2013 : Prix Entrepreneur d'Ernst & Young
- 2017 : Prix Digital Africa[40]
- 2020 : Trophées de l'Édition - Innovation Numérique[41]
- 2022 : Mention spéciale pour l'entreprise internationale réalisant la meilleure croissance en Afrique - Africa Investment Forum & Awards[42],[43]